# Carlos Velozo
Carlos Eduardo Batista Velozo (Goiânia, 22 de novembro de 1979) mais conhecido como Carlos Velozo é um pedagogo, pastor evangélico e político brasileiro filiado ao Agir. Atualmente exerce o cargo de Vice-prefeito de Palmas, eleito em 2024 na chapa de Eduardo Siqueira Campos (PODE).

## Trajetória política

### Vice-prefeito de Palmas (2025)
Nas eleições municipais de Palmas em 2024 foi eleito vice-prefeito na chapa de Eduardo Siqueira Campos, candidato do Podemos. Eduardo e Carlos alcançaram a vitória em segundo turno, com 78.673 votos válidos, que representaram 53,03% do eleitorado do município.

### Prefeito de Palmas (2025)
Velozo assumiu a prefeitura de Palmas em 27 de junho de 2025 após o mandato de prisão preventiva atrelado ao afastamento compulsório do exercício de cargos públicos do então titular Eduardo Siqueira Campos (PODE) ser expedido pelo ministro do Supremo Tribunal Federal Cristiano Zanin. A prisão de Eduardo se deu em âmbito da Operação Sisamnes que investiga a atuação de uma suposta organização criminosa voltada ao vazamento de informações sigilosas e ao favorecimento de partes em processos em andamento no Superior Tribunal de Justiça.
Após uma semana no exercício do cargo, iniciou uma reforma no secretariado da prefeitura, alegando a necessidade de modernização na gestão, e que a decisão está de acordo com os compromissos nos quais já haviam sido começados por Eduardo.

## Desempenho eleitoral
| Ano  | Eleição             | Cargo         | Partido | Partido | Coligação                              | Titular                        | Votos para Carlos | Votos para Carlos | Votos para Carlos | Votos para Carlos | Resultado     | Ref   |
| Ano  | Eleição             | Cargo         | Partido | Partido | Coligação                              | Titular                        |                   | Total             | %                 | P.                | Resultado     | Ref   |
| ---- | ------------------- | ------------- | ------- | ------- | -------------------------------------- | ------------------------------ | ----------------- | ----------------- | ----------------- | ----------------- | ------------- | ----- |
| 2024 | Municipal de Palmas | Vice-prefeito |         | Agir    | Juntos Podemos Agir (PODE, Agir, PRTB) | Eduardo Siqueira Campos (PODE) | 1.º               | 51.344            | 32,42%            | 2.º               | Segundo turno | [ 7 ] |
| 2024 | Municipal de Palmas | Vice-prefeito | 2.º     | Agir    | Juntos Podemos Agir (PODE, Agir, PRTB) | Eduardo Siqueira Campos (PODE) | 78.673            | 53,03%            | 1.º               | Eleito            | [ 2 ]         |       |